# Terapena karolińska
Terapena karolińska (Terrapene carolina) – gatunek gada z podrzędu żółwi skrytoszyjnych z rodziny żółwi błotnych. Wyróżniono kilka podgatunków, które mogą się między sobą krzyżować. Terapena karolińska jest gatunkiem długowiecznym – badacze uważają, że niektóre osobniki mogą żyć ponad 100 lat.

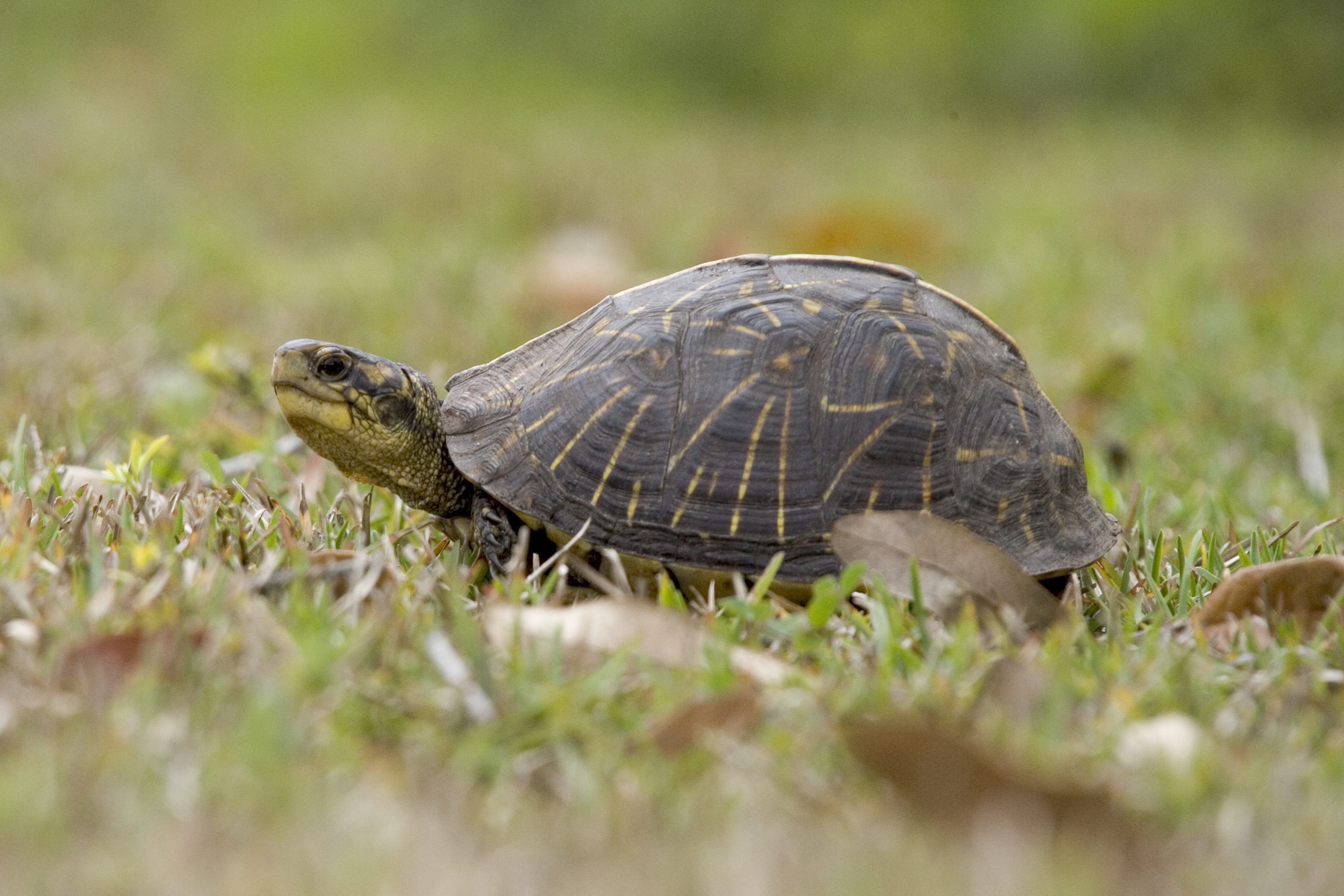
Przedstawiciel podgatunku T. c. bauri

OpisKarapaks silnie wysklepiony barwy ciemnozielonej w jaskrawożółte paski i plamki. Tęczówki oczu u samców są czerwone, a u samic brązowe.
RozmiaryDługość karapaksu do 23,5 cm u samców, do 19,8 cm u samic.

BiotopLasy i łąki w pobliżu rzek i strumieni, ale rzadko wchodzi do wody.
PokarmStawonogi, larwy, ślimaki, jagody, grzyby.
ZachowanieZimuje na lądzie w jamach wygrzebanych w miękkiej ziemi.
RozmnażanieGody odbywa na wiosnę. Samica składa w czerwcu lub lipcu do jam w ziemi od 2 do 7 jaj. Młode wylęgają się jesienią, ale dopiero wiosną wychodzą z ziemi. Płeć młodych jest zależna od temperatury, w jakiej rozwijają się jaja.
WystępowanieAmeryka Północna: południowo-wschodnia Kanada (południowo-wschodnia część prowincji Ontario) oraz wschodnia połowa USA.